# V1400 Центавра

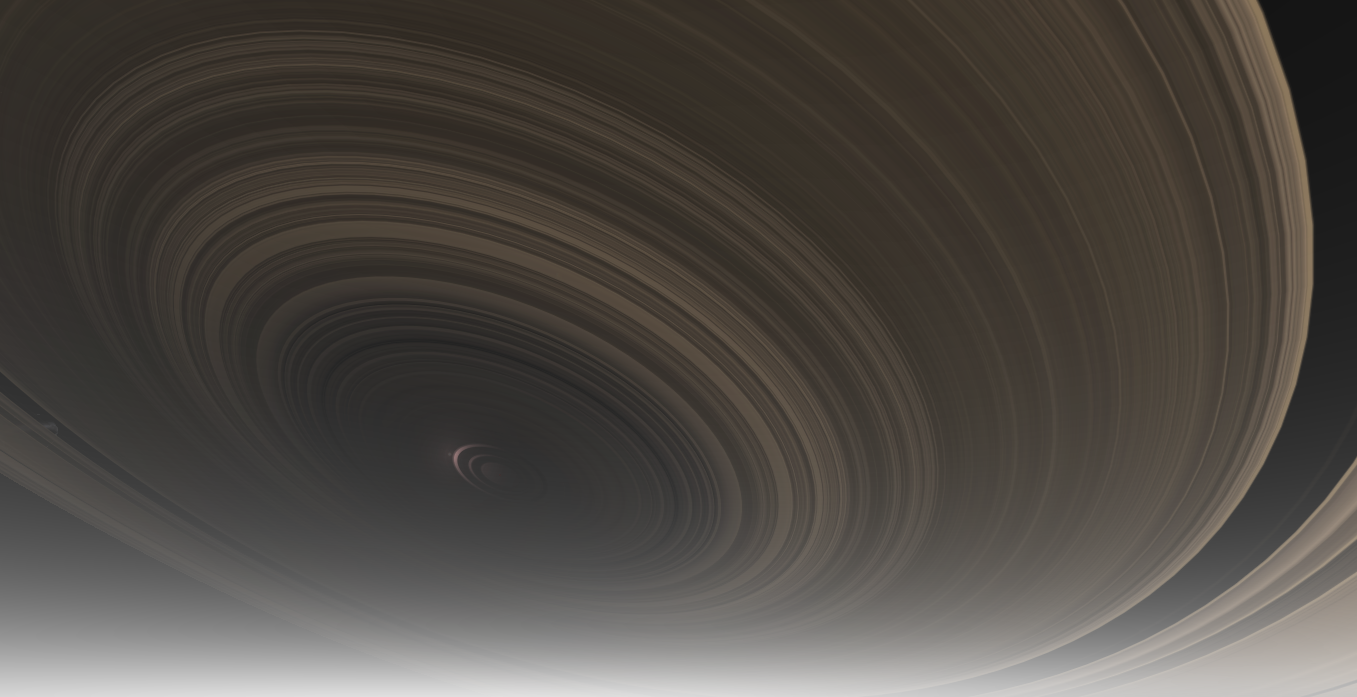
J1407b при наблюдении со спутника в представлении художника

V1400 Центавра — звезда, похожая на Солнце, в созвездии Центавра на расстоянии около 420 световых лет от Солнца. Звезда довольно молодая, её возраст оценивается в 16 миллионов лет, масса составляет 90 % массы Солнца. Объект обладает видимой звёздной величиной 12,3, поэтому для её наблюдения нужен телескоп. Название звезды происходит от названия обзора SuperWASP и координат RA/Dec.
J1407 регулярно испытывает прохождение крупного объекта; по-видимому, вокруг звезды обращается как минимум одна крупная планета, J1407 b, вероятно, являющаяся крупным газовым гигантом или коричневым карликом с мощной системой колец.

## Планетная система
Об открытии системы J1407 и её необычных затмений впервые объявила группа учёных из Университета Рочестера под руководством Эрика Мамаджека в 2012 году. Существование и параметры системы колец вокруг субзвёздного компаньона J1407b были получены из наблюдений длительного и сложного затмения главной звезды в течение 56 дней в апреле и мае 2007 года. Маломассивный компаньон J1407b называли «Сатурном на стероидах» или «Супер-сатурном» вследствие наличия массивной системы колец с радиусом около 90 млн км (0,6 а. е.). Орбитальный период J1407 b оценивается с точностью до порядка (от 3,5 до 13,8 лет), а наиболее вероятная масса составляет от 13 до 26 масс Юпитера, но с большой неопределённостью. Система колец обладает массой, сопоставимой с массой Земли. На расстоянии 61 млн км от центра системы колец имеется широкая щель, что может быть свидетельством наличия спутника с массой до 0,8 массы Земли.
J1407 b является первой экзопланетой или коричневым карликом с кольцами, открытым методом прохождений. Последовательность прохождений по диску главной звезды происходила в 2007 году с периодом 56 дней. Свойства наблюдательных данных согласуются с расчётными для прохождения большого массива колец. Система колец J1407 b обладает внешним радиусом приблизительно 90 млн км (в 640 раз больше размера колец Сатурна). Щели в кольцах означают присутствие спутников, сформировавшихся из более плотных колец. Малый возраст звёздной системы и большая масса системы колец могут указывать на нахождение объекта на ранней стадии образования спутников, а не на устойчивость крупной системы колец.